# Manuel Bunster Villagra
Manuel Bunster Villagra; (Nacimiento, 1863 - Viña del Mar, 13 de febrero de 1934). Abogado y político liberal chileno. Hijo de José Bunster Bunster y de Lucinda Villagra. Contrajo matrimonio con Laura Carmona Ibieta.
Realizó estudios en Concepción, posteriormente en Inglaterra y Francia, donde estuvo algunos años. De regreso en Chile, ingresó a la Universidad de Chile, donde se tituló de Bachiller en Humanidades (1882).
Se dedicó a fomentar los grandes negocios agrícolas de su padre, el Dr. José Bunster. También fue administrador del Hospital de Angol, presidente del Banco de Concepción y organizó la Compañía Molinera El Globo y la Compañía Maderera El Sol.
Miembro del Partido Liberal, fue elegido Diputado por Angol, Traiguén y Collipulli (1891-1894), formando parte de la comisión permanente de Negocios Eclesiásticos. 
Fue director del Banco Hipotecario de Chile (1923), director del Banco de Chile (1923-1930) y director de la Compañía Nacional de Seguros (1924). Presidió el directorio de la Compañía de Seguros La Mapocho (1925) y Regidor de la Municipalidad de Angol (1925-1931).